# Another Gay Sequel: Gays Gone Wild!
Another Gay Sequel: Gays Gone Wild! és un film estatunidenc del 2008, seqüela d'Another Gay Movie. Al final de la pel·lícula el grup d'amics ens anuncia una tercera part, seqüela, que s'anomenarà "Gays in Space!".

## Argument
La pel·lícula segueix la vida de quatre adolescents homosexuals: Andy, Jarod, Nico i Griff, partint cap a Fort Lauderdale on celebraran la festa de la primavera. On participaran d'una insòlita competició anomenada "Gays Gone Wild!"; per guanyar és necessari de mantenir el major nombre possible de relacions sexuals.

## Repartiment
- Jonah Blechman com Nico Hunter
- Jake Mosser com Andy Wilson
- Aaron Michael Davies com Griffin "Griff"
- Jimmy Clabots com Jarod
- Ashlie Atkinson com Dawn Muffler
- Scott Thompson com Mr. Wilson
- Lypsinka com Mrs. Wilson
- Perez Hilton com Himself
- Colton Ford com Himself
- RuPaul com Tyrell Tyrelle
- Lady Bunny com Sandi Cove
- Brent Corrigan com Stan the Merman
- Euriamis Losada com Luis
- Will Wikle com Jasper
- Brand Lim com Jasper Chan
- Isaac Webster com Jasper Pledge / Fake Griff
- Amanda Lepore com Debbie Gottakunt
- Willam Belli com Nancy Needatwat
- Stephanie McVay com Bonnie Hunter
- Andersen Gabrych com Rod the Wino Queen
- Dallas Reeves, Neo, i Tommy Blade com Jasper's paramour
- Eric Eisenbrey com Gay nerd